# Torlinientechnik

Schematischer Aufbau des Vieww GLT-Systems

Der Begriff Torlinientechnologie oder Torlinientechnik (manchmal auch Tortechnik) beschreibt technische Hilfsmittel, die überprüfen, ob der Ball beim Fußball die Torlinie vollständig überquert hat oder nicht. Umstrittene Entscheidungen dieser Art sorgten in der Vergangenheit regelmäßig für Diskussionen bezüglich einer Einführung einer solchen Technik.

## Geschichte
Am 5. Juli 2012 beschloss das International Football Association Board (IFAB) nach ausführlichen Tests verschiedener Systeme, die Torlinientechnik einzuführen. Von den ursprünglich acht Unternehmen, die der FIFA ihre Systeme vorgestellt hatten, verblieben nach den ersten beiden Testphasen vier Systeme, die erstmals bei der FIFA-Klub-Weltmeisterschaft 2012 und beim FIFA-Konföderationen-Pokal 2013 zur Erprobung eingesetzt wurden.
Die Technologie wird, bzw. wurde unter anderem in der englischen Premier League und das erste Mal bei der Fußballweltmeisterschaft in Brasilien 2014 eingesetzt. Für die erste und zweite deutsche Liga hätten die Kosten im Jahr 2014 zwischen 10 Millionen Euro (Chip im Ball) bis zu 22 Millionen Euro (Hawk-Eye, GoalControl) betragen. Kölns damaliger Manager Jörg Schmadtke kommentierte die im Frühjahr 2014 klar gescheiterte Abstimmung der DFL-Vereine mit „Die Kosten sind so exorbitant, dass das nicht tragbar ist“. Im Dezember 2014 gab es erneut eine Abstimmung in der ersten Bundesliga. Mit Zweidrittelmehrheit wurde die Einführung der Torlinientechnologie beschlossen.

## Systeme
Alle Systeme lassen sich grob in zwei Kategorien einteilen: dabei wird die Position des Balls entweder optisch oder über Funk ermittelt.

### Ballortung über Funk

#### GoalRef
Das GoalRef-System, welches am Fraunhofer IIS entwickelt wurde, „funktioniert ähnlich wie der Diebstahlschutz im Kaufhaus“, so der Leiter des GoalRef-Projekts, René Dünkler. Mit Antennen, die sich hinter der Latte befinden, wird im Tor ein schwaches Magnetfeld erzeugt und überwacht. Dieses Magnetfeld wird von im Ball befindlichen dünnen und dadurch leichten Spulen beeinflusst, sobald der Ball sich der Torlinie nähert. Mittels eines Prozessors wird nun anhand der Antennensignale die Position des Balles exakt bestimmt. Bei einer Überquerung der Torlinie des Balls mit vollem Durchmesser wird vom System ein verschlüsseltes Funksignal an die Spezialarmbanduhren der Schiedsrichter gesendet, die den Schiedsrichtern mittels Vibration und einer visuellen Anzeige auf dem Display der Uhr diese Information mitteilen. Da dieses System mit Funk arbeitet, spielen Verdeckung und schlechte Sichtverhältnisse durch beispielsweise schlechtes Wetter keine Rolle.
Ein Nachteil dieses Systems ist, dass ein spezieller Ball verwendet werden muss, da in diesen die Spulen eingebaut werden müssen. In den Tests wurde ein Ball des dänischen Herstellers Select Sport verwendet, der aufgrund seiner intelligenten Kommunikation mit dem Tor auch iBall genannt wird. Bälle anderer Hersteller können ebenfalls ohne eine Einschränkung der Eigenschaften modifiziert werden.

#### Cairos
Das deutsche Unternehmen Cairos verwendet wie GoalRef eine Magnetfeldtechnologie, allerdings unter dem Spielfeld und im Torraum und mit einem Sensor im Ball, der ein Signal an den Schiedsrichter sendet, wenn der Ball die Torlinie überquert hat. Das System wurde in Karlsruhe getestet und im Februar 2013 von der FIFA lizenziert.

### Kamerabasiert

#### Hawk-Eye
Hawk-Eye ist ein kamerabasiertes System, das schon seit einigen Jahren im Tennis und Cricket eingesetzt wird. Im für den Fußball entwickelten System überwachen sechs bis acht Hochgeschwindigkeitskameras den Torraum aus verschiedenen Blickwinkeln und können daraus die exakte Position des Balles berechnen; Rückmeldung vom System erhält der Schiedsrichter innerhalb einer Sekunde.
Die Möglichkeit, aus den erfassten Daten eine 3D-Darstellung der Flugkurve des Balles zu erstellen und somit auch den Zuschauern die Entscheidung nachvollziehbar und anschaulich machen zu können, könnte ein Vorteil von Hawk-Eye gegenüber GoalRef sein.
Ein Nachteil gegenüber GoalRef ist, neben den hohen Kosten und der aufwändigen Installation eines Hawk-Eye-Systems, dass das System nur funktioniert, wenn der Ball für die Kameras zu einem gewissen Grad sichtbar ist. Jedoch sind die Angaben zur Sichtbarkeit des Balles bislang noch widersprüchlich, so heißt es einmal, es müssten mehr als 25 % sichtbar sein, ein anderes Mal heißt es, mindestens 75 % seien notwendig.
Hawk-Eye wurde bei der FIFA-Klub-Weltmeisterschaft 2012 erprobt und wird in der Premier League seit der Saison 2013/14 eingesetzt.
Erstmals in Deutschland kam Hawk-Eye am 30. Mai 2015 beim Finale des DFB-Pokal 2014/15 im Olympiastadion in Berlin zum Einsatz.
Seit der Saison 2015/16 wird das System auch in der deutschen Bundesliga verwendet.

#### GoalControl
GoalControl wurde im März 2013 von der FIFA als Torlinientechnologie lizenziert. GoalControl-4D verwendet 14 Kameras, sieben pro Tor, und funktioniert laut Hersteller mit jedem Ball und jedem Tor. Eine Kombination von GoalControl (für die Ortung) und GoalRef (für die Anzeige) wurde von der FIFA zur Erprobung beim Konföderationen-Pokal 2013 ausgewählt.
GoalControl-4D kam bei der FIFA-Klub-Weltmeisterschaft 2013 in Marokko zum Einsatz. Zusätzlich kam (für die Anzeige) das System GoalControl Replay zum Einsatz. Damit wurden Animationen von strittigen Torszenen erstellt und den Stadionbesuchern auf großen Anzeigetafeln sowie den Fernsehzuschauern am Bildschirm gezeigt. Diese Animationen machten sichtbar, ob ein Ball die Torlinie tatsächlich vollständig überquert hatte, eine notwendige Bedingung für ein korrektes Tor.
Auch bei der Weltmeisterschaft 2014 in Brasilien wurde GoalControl als Hilfsmittel für die Spieloffiziellen in allen zwölf Stadien eingesetzt, zum ersten Mal bei einer FIFA-WM.
Seit der Saison 2015/2016 wird GoalControl in der französischen ersten Liga, der Ligue 1, in allen 20 Stadien eingesetzt. Weiterhin stattet GoalControl wiederholt das Finalturnier des portugiesischen Ligapokals aus und wird nun auch im französischen Ligapokal eingesetzt.

## Meinungen der Öffentlichkeit
Die Einführung technischer Hilfsmittel im Fußball wird kontrovers diskutiert. Die Torlinientechnologie wird von vielen begrüßt, darunter auch Trainern, Sportdirektoren und Schiedsrichtern wie Jupp Heynckes, Bruno Labbadia, Frank Arnesen und Knut Kircher. Die Befürworter argumentieren, diese Technik sei eine große Hilfe für Schiedsrichter bei strittigen Entscheidungen und verringere somit den enormen Druck, der auf Schiedsrichtern lastet. Für Heynckes und Arnesen ist die Einführung einer solchen Technik „längst (über)fällig“.
Gegner der Torlinientechnologie befürchten, dass infolge der zunehmenden Technisierung des Fußballs die technische Überwachung auch auf andere Bereiche des Spiels ausgedehnt wird, zum Beispiel Fouls und Abseitsentscheidungen. Sie befürchten ferner, dass das, was einen großen Teil der Faszination Fußball ausmacht, nämlich Emotionen und Diskussionen, schließlich verloren gehe. Der damalige UEFA-Präsident Michel Platini gehörte zu den schärfsten Kritikern der Torlinientechnologie, zeigte sich jedoch zunehmend gesprächsbereit und schloss die Einführung dieser Technik zur Fußball-Europameisterschaft 2016 nicht mehr kategorisch aus.